# Kreuttal
Kreuttal osztrák község Alsó-Ausztria Mistelbachi járásában. 2021 januárjában 1468 lakosa volt.

## Elhelyezkedése

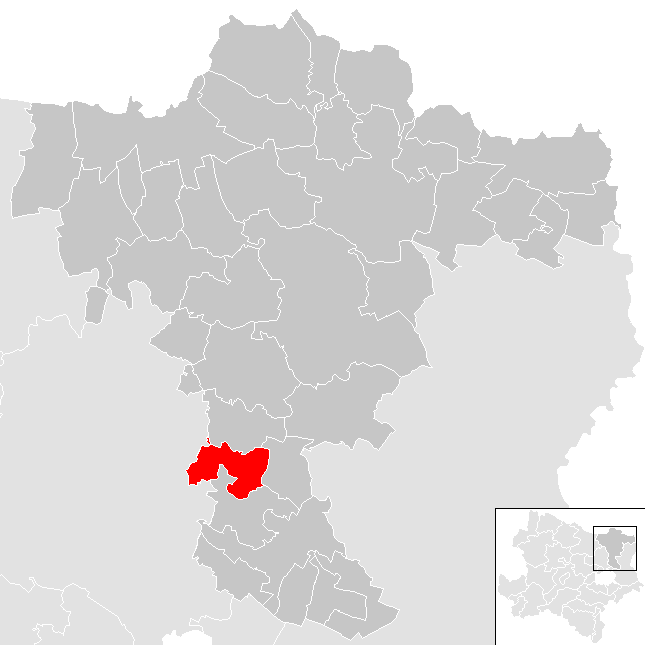
Kreuttal a Mistelbachi járásban

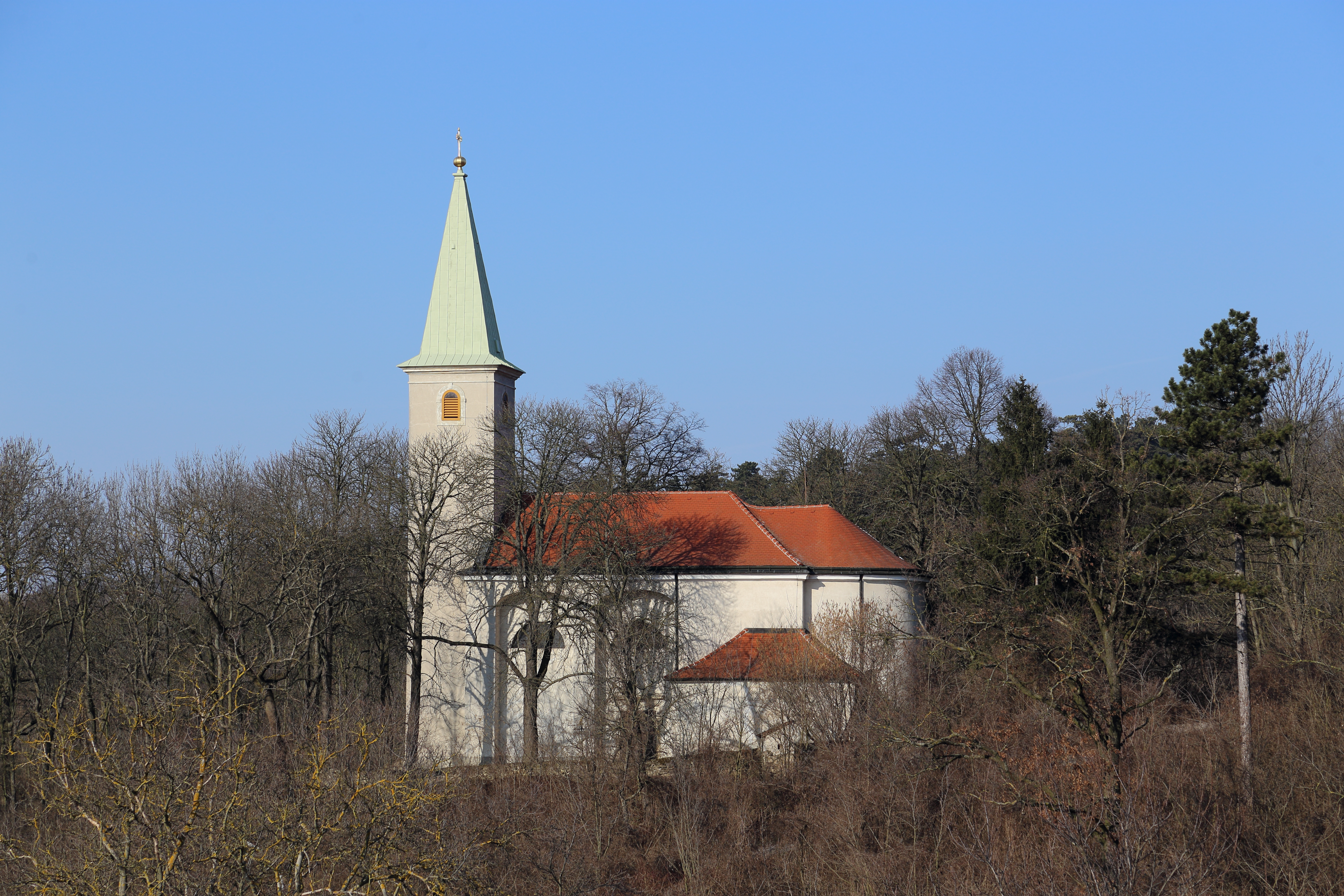
A heiligenbergi templom

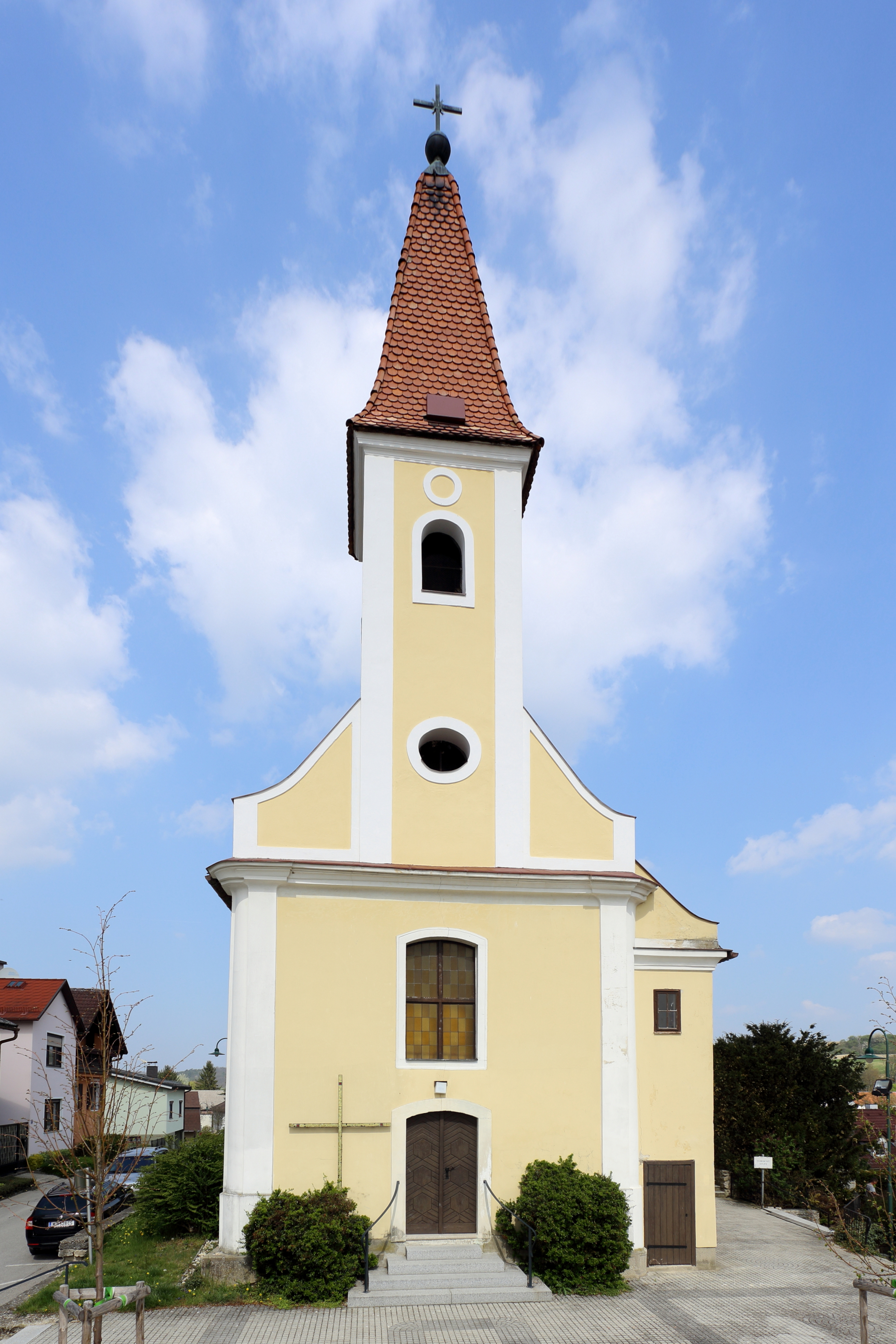
A Szt. Lambert-plébániatemplom

Kreuttal a tartomány Weinviertel régiójában fekszik a hasonló nevű völgyben a Russbach folyó mentén. További fontos folyóvizei a Hornsburger Bach és a Hautzendorfer Bach patakok. Legmagasabb pontja a 360 m magas Glockenberg,; a legalacsonyabb 190 méterrel emelkedik a tengerszint fölé. Területének 37,9%-a erdő, 50,8% áll mezőgazdasági művelés alatt. Az önkormányzat 4 települést, illetve településrészt egyesít: Hautzendorf (527 lakos 2021-ben), Hornsburg (195), Ritzendorf (26) és Unterolberndorf (720).
A környező önkormányzatok: északra Kreuzstetten, keletre Hochleithen, délre Ulrichskirchen-Schleinbach, délnyugatra Harmannsdorf, északnyugatra Großrußbach.

## Története
A község területén három, neolitikus korból származó, mintegy 6500 éves körárok-komplexum található (a negyedik éppen az önkormányzat határán túl, az Ochsenbergen fekszik). Ezek a koncentrikus árkok 50–300 m átmérőjűek és talán kultikus célból készültek. Hornsburg és Ritzendorf között az erdőben hatalmas kelta földvár maradványai láthatók; a 4,7 km kerületű töltés magassága helyenként eléri a tíz métert – ezáltal ez Ausztria legnagyobb prehisztorikus földvára.
Hornsburgban korábban egy vár állt egy mesterséges domb tetején. Első ismert birtokosát, Otto von Hornsburgot 1256-ban említik először. Több tulajdonosváltást követően a Hoyos grófok vásárolták meg. Ma a várnak csak az alapjai láthatók.
Hautzendorf heiligenbergi templomát 1170-ben, Unterolberndorfét 1544-ben említik először. Hautzendorf várát Bécs első ostromakor pusztították el, már 1571-ben is csak romok maradtak belőle.
A második világháború végén Kreuttal heves harcok színterévé vált. 1945. április 17-én Hornsburgban 20 német és 40 szovjet katona esett el.
Kreuttal önkormányzata 1968-ban jött létre Hautzendorf, Hornsburg és Unterolberndorf községek egyesülésével.

## Lakosság
A kreuttali önkormányzat területén 2021 januárjában 1468 fő élt. A lakosságszám 1981n óta gyarapodó tendenciát mutat. 2019-ben az ittlakók 94,3%-a volt osztrák állampolgár; a külföldiek közül 1,4% a régi (2004 előtti), 2,5% az új EU-tagállamokból érkezett. 0,7% az egykori Jugoszlávia (Szlovénia és Horvátország nélkül) vagy Törökország, 1,1% egyéb országok polgára volt. 2001-ben a lakosok 86,1%-a római katolikusnak, 1,2% evangélikusnak, 9,9% pedig felekezeten kívülinek vallotta magát. Ugyanekkor egy magyar élt a községben; a legnagyobb nemzetiségi csoportot a németek (97,3%) mellett a törökök alkották 0,5%-kal (7 fő).
A népesség változása:

| 2016 | 1 422 |
| 2018 | 1 429 |

## Látnivalók
- a hautzendorfi Szt. Lambert-plébániatemplom
- a hautzendorfi Heiligenbergi Szt. Lambert-templom
- az unterolberndorfi Szt. Leonhard-plébániatemplom

## Fordítás
- Ez a szócikk részben vagy egészben  a   Kreuttal című német Wikipédia-szócikk ezen változatának fordításán alapul.  Az eredeti cikk szerkesztőit annak laptörténete sorolja fel. Ez a jelzés csupán a megfogalmazás eredetét és a szerzői jogokat jelzi, nem szolgál a cikkben szereplő információk forrásmegjelöléseként.